# Llista d'episodis de Coming of Age
Coming of Age (Corre i madura!, en català), és una sèrie de televisió britànica de comèdia escrita per Tim Dawson. Va ser emesa a la BBC Three. La sèrie se centra en cinc estudiants de sisè: Jas, Ollie, Matt, Chloe i DK que viuen a Abingdon. La sèrie va cancel·lar-se el 2011.
El Canal 3XL n'emet un capítol cada dijous.

## Temporades
| Temporada | Temporada | Episodis | Duració al Regne Unit                          | Duració a Catalunya                       | Duració a Catalunya |
| --------- | --------- | -------- | ---------------------------------------------- | ----------------------------------------- | ------------------- |
|           | 1         | 6        | 30 de setembre de 2008 - 4 de novembre de 2008 | 31 de maig de 2012 - 5 de juliol de 2012  |                     |
|           | 2         | 8        | 12 de gener de 2010 - 2 de març de 2010        | 12 de juliol de 2012 - 30 d'agost de 2012 |                     |
|           | 3         | 8        | 18 de gener de 2011 - 8 de març de 2011        | ? - ?                                     |                     |

## Llista d'episodis

### Primera temporada
| # | # | Títol en català                     | Director   | Guionistes | Data d'estrena al Regne Unit | Data d'estrena a Catalunya |
| 1 | 1 | La mamada                           | David Sant | Tim Dawson | 30 de setembre de 2008       | 31 de maig de 2012         |
| En Dick es vol emportar l'Sky al llit, però no té clar si les seves tècniques de seducció li funcionaran amb una noia tan grassoneta, o si se l'haurà de lligar a base de pastissos. A més, avui toca entregar un treball i en Matt ha decidit robar el de la Chloe. La Jas, en canvi, intentarà flirtejar amb el senyor Simon perquè li millori la nota, i l'Ollie, el seu nòvio, no s'ho agafarà gens bé. |   |                                     |            |            |                              |                            |
| |   |                                     |            |            |                              |                            |
| 2 | 2 | En Dick i la Fanny                  | David Sant | Tim Dawson | 7 d'octubre de 2008          | 7 de juny de 2012          |
| En Matt i la Chloe participen a l'obra de teatre de l'institut i s'han de fer un petó. La Chloe està més emocionada que mai, però en Matt diu que no ho pot fer de cap manera. Quan la Chloe comença a sospitar que en Matt és gai, els seus amics prenen accions més dràstiques. D'altra banda, en Dick està decidit a comprar-se una moto i començarà a fer bestieses per aconseguir diners.              |   |                                     |            |            |                              |                            |
| |   |                                     |            |            |                              |                            |
| 3 | 3 | Menjo monedes                       | David Sant | Tim Dawson | 14 d'octubre de 2008         | 14 de juny de 2012         |
| En Dick, per evitar que la policia el multi per anar borratxo, s'empassa tot de monedes de coure i se li comencen a tornar parts del cos de color verd. La Chloe per fi decideix sortir amb en Matt, però només si ell comença a fer una dieta més saludable. I per assegurar-se que compleix el tracte, li examinarà la caca! Per cert, la Jas se'n va a Londres!                                          |   |                                     |            |            |                              |                            |
| |   |                                     |            |            |                              |                            |
| 4 | 4 | Ens hem portat malament, oi que sí? | David Sant | Tim Dawson | 21 d'octubre de 2008         | 21 de juny de 2012         |
| L'Ollie ha filmat la Jas despullada a la dutxa i n'hi ha enviat el clip a en Dick, que l'ha ensenyat a tot l'insti! Te n'imagines les conseqüències?! En Matt està desesperat per deixar de ser verge i està disposat a pressionar la Chloe, potser massa i tot. En Dick, que té problemes amb un professor nou, està disposat a fer que el despatxin utilitzant l'Ollie, una finestra i un pot de quètxup. |   |                                     |            |            |                              |                            |
| |   |                                     |            |            |                              |                            |
| 5 | 5 | Per darrere                         | David Sant | Tim Dawson | 28 d'octubre de 2008         | 28 de juny de 2012         |
| La Jas està desesperada per enrotllar-se amb l'Ollie al llit de la seva mare, però un petit accident n'hi farà passar totes les ganes. En DK té clar que per haver de continuar anant amb la psicòloga, que està molt bona, s'ha de continuar portant malament a l'insti. La Chloe vol que ella i el Matt siguin "només amics", però cada cop se li complica més la cosa.                                   |   |                                     |            |            |                              |                            |
| |   |                                     |            |            |                              |                            |
| 6 | 6 | El gallina                          | David Sant | Tim Dawson | 4 de novembre de 2008        | 5 de juliol de 2012        |
| Per fi la Chloe ha decidit que ja està preparada per tenir relacions sexuals amb el Matt. Ara només falta que els pares d'ella en donin el vistiplau. El problema és que sembla que també hi volen participar! L'Staz, un alumne rus molt guapo i enrotllat que ha vingut d'intercanvi, es posarà entre la Jas i l'Ollie, que s'hi haurà d'esforçar una mica més, per recuperar la seva nòvia.              |   |                                     |            |            |                              |                            |
| |   |                                     |            |            |                              |                            |

### Segona temporada
| # | # | Títol en català                | Director  | Guionistes | Data d'estrena al Regne Unit | Data d'estrena a Catalunya |
| 7 | 1 | Cosetes                        | Nick Wood | Tim Dawson | 12 de gener de 2010          | 12 de juliol de 2012       |
| Per fi la Chloe perd la virginitat amb en Matt, que l'endemà ho esbomba a través de Facebook, Myspace i fins i tot el diari de l'institut. Ara la Chloe li exigeix a en Matt que li torni la virginitat! En DK ha creat el DK petit, un ninot que encara es porta més malament que ell, que ja és dir! I la Jas fa mans i mànigues perquè l'Ollie perdi la por a les agulles.                      |   |                                |           |            |                              |                            |
| |   |                                |           |            |                              |                            |
| 8 | 2 | Qui ha assassinat el nan Alec? | Nick Wood | Tim Dawson | 19 de gener de 2010          | 19 de juliol de 2012       |
| Per completar el programa d'Estudis Generals, la directora de l'institut ha comprat una llicència de ràdio local per una setmana. La colla té quatre dies per preparar un programa de quinze minuts, sense parlar de sexe inadequat, evidentment! Després de decidir que faran una ràdionovel·la, comencen tots els problemes. Sobretot quan en DK es queda sol amb el micròfon!                   |   |                                |           |            |                              |                            |
| |   |                                |           |            |                              |                            |
| 9 | 3 | Erres franceses                | Nick Wood | Tim Dawson | 26 de gener de 2010          | 26 de juliol de 2012       |
| L'arribada d'una nova professora francesa, mademoiselle Duquette, ha trastornat l'Ollie, que sembla que ja no li fa ni cas a la Jas. En DK, per pagar la multa que li va caure a l'institut pel programa de ràdio, ha decidit fer-se model... despullat! I la Chloe, que vol experimentar sexualment amb en Matt, li ha proposat de provar coses com ara el "bestialisme".                         |   |                                |           |            |                              |                            |
| |   |                                |           |            |                              |                            |
| 10 | 4 | L'ull morat                    | Nick Wood | Tim Dawson | 2 de febrer de 2010          | 2 d'agost de 2012          |
| El cercle de persones que estan al corrent de la infidelitat de la Jas cada vegada és més gran, i en DK cada vegada està més a punt de xerrar-ho a l'Ollie. És incapaç de guardar un secret, però també de veure com uns dels seus millors amics se separen. Aviat començaran els xantatges i els estratagemes per poder salvar una parella que està a la corda fluixa.                            |   |                                |           |            |                              |                            |
| |   |                                |           |            |                              |                            |
| 11 | 5 | L'heroi tirolès                | Nick Wood | Tim Dawson | 9 de febrer de 2010          | 9 d'agost de 2012          |
| En DK no para de tenir somnis eròtics amb la directora de l'institut i comença a pensar que està enamorat d'ella, fins al punt que decideix explicar-l'hi. La Jas està decidida a refer la seva relació amb l'Ollie buscant algun interès comú que no sigui el sexe. Però, quin pot ser?! I la Chloe i en Matt provaran totes les maneres possibles d'entrar al cinema per veure una pel·li porno. |   |                                |           |            |                              |                            |
| |   |                                |           |            |                              |                            |
| 12 | 6 | Doreen                         | Nick Wood | Tim Dawson | 16 de febrer de 2010         | 16 d'agost de 2012         |
| La Jas per fi confessarà a l'Ollie que es va enrotllar amb en Horace i en podria sortir esquitxada tota la colla. D'altra banda, la directora de l'institut ha enviat en DK a fer un servei comunitari apuntant-lo al grup de voluntaris que ajuden a la residència d'avis. Allà hi coneixerà l'esbojarrada de la Doreen i s'acabarà ficant encara en més merders.                                 |   |                                |           |            |                              |                            |
| |   |                                |           |            |                              |                            |
| 13 | 7 | Monstre                        | Nick Wood | Tim Dawson | 23 de febrer de 2010         | 23 d'agost de 2012         |
| L'Ollie s'imagina que els dolors que té al pit són per culpa d'haver tallat amb la Jas. El substitut de la directora, el capità Gannet, ha resultat ser una mena de monstre, i en DK i la Chloe ja tenen un pla pensat per tornar a posar ordre a l'institut. El problemes s'agreugen quan l'Ollie cau a terra i tot fa pensar que es podria tractar d'un atac de cor.                             |   |                                |           |            |                              |                            |
| |   |                                |           |            |                              |                            |
| 14 | 8 | Viu o mor                      | Nick Wood | Tim Dawson | 2 de març de 2010            | 30 d'agost de 2012         |
| S'ha confirmat que l'Ollie ha patit un atac de cor i tota la colla és a l'hospital fent guàrdia. L'Ollie és al purgatori davant d'un àngel en forma de DK que li dona l'opció de morir o de seguir viu amb un futur molt trist: en Matt no té mans, en DK ha deixat el rap i s'ha aficionat al cant gregorià, la Chloe és addicta a la cafeïna i la Jas, prostituta.                               |   |                                |           |            |                              |                            |
| |   |                                |           |            |                              |                            |

### Tercera temporada
| #  | # | Títol en català | Director | Guionistes | Data d'estrena al Regne Unit | Data d'estrena a Catalunya |
| 15 | 1 |                 | Ed Bye   | Tim Dawson | 18 de gener de 2011          |                            |
|    |   |                 |          |            |                              |                            |
|    |   |                 |          |            |                              |                            |
| 16 | 2 |                 | Ed Bye   | Tim Dawson | 25 de gener de 2011          |                            |
|    |   |                 |          |            |                              |                            |
|    |   |                 |          |            |                              |                            |
| 17 | 3 |                 | Ed Bye   | Tim Dawson | 1 de febrer de 2011          |                            |
|    |   |                 |          |            |                              |                            |
|    |   |                 |          |            |                              |                            |
| 18 | 4 |                 | Ed Bye   | Tim Dawson | 8 de febrer de 2011          |                            |
|    |   |                 |          |            |                              |                            |
|    |   |                 |          |            |                              |                            |
| 19 | 5 |                 | Ed Bye   | Tim Dawson | 15 de febrer de 2011         |                            |
|    |   |                 |          |            |                              |                            |
|    |   |                 |          |            |                              |                            |
| 20 | 6 |                 | Ed Bye   | Tim Dawson | 22 de febrer de 2011         |                            |
|    |   |                 |          |            |                              |                            |
|    |   |                 |          |            |                              |                            |
| 21 | 7 |                 | Ed Bye   | Tim Dawson | 1 de març de 2011            |                            |
|    |   |                 |          |            |                              |                            |
|    |   |                 |          |            |                              |                            |
| 22 | 8 |                 | Ed Bye   | Tim Dawson | 8 de març de 2011            |                            |
|    |   |                 |          |            |                              |                            |
|    |   |                 |          |            |                              |                            |